# 덕이로
덕이로(Deogi-ro)는 경기도 고양시 일산서구 덕이동 에서 파주시 운정동를 잇는 도로이다.

## 주요 경유지
경기도
- 고양시 일산서구 (가좌동 . 덕이동) - 파주시 (운정동)

## 노선
| 이름                      | 접속 노선                 | 소재지 | 소재지   | 소재지 | 비고 |
| ------------------------- | ------------------------- | ------ | -------- | ------ | ---- |
| (이름없음)                | 지방도 제356호선 (경의로) | 고양시 | 일산서구 | 덕이동 |      |
| 덕이동행정복지센터 사거리 | 탄중로                    | 고양시 | 일산서구 | 덕이동 |      |
| (이름없음)                | 미래로                    | 고양시 | 일산서구 | 덕이동 |      |
| (이름없음)                | 송산로                    | 고양시 | 일산서구 | 덕이동 |      |
| 삽다리사거리              | 청석로                    | 파주시 | 운정동   | 운정동 |      |
| 교하로와 직결             |                           |        |          |        |      |

## 주요 건물 및 시설
- GS25 일산덕이점 (덕이로 12/덕이동 219-65)
- 기아 오토큐 고영서비스 (덕이로 48/덕이동 450)
- 덕이초등학교 (덕이로 104/덕이동 528)